# Marie Mandelmann
Marie Mandelmann, född Sköld den 8 april 1964 i Sofia församling i Stockholm, är en svensk bonde, författare och TV-personlighet, känd från Mandelmanns gård, vinnare av kategorin Årets TV-personlighet i Kristallen 2017.
Hon har studerat stenhuggeri på Gerlesborgsskolan i Bohuslän, där hon och sedermera maken träffades.
Hon är sedan 1992 gift med Gustav Mandelmann (född 1965). Tillsammans driver de ekologiskt jordbruk på Mandelmanns trädgårdar som ligger i Rörums socken i Simrishamns kommun i Skåne. De var julvärdar i TV4 på julafton 2017. Den 27 juni 2018 debuterade Marie Mandelmann tillsammans med Gustav Mandelmann som sommarpratare i Sveriges Radio.
Hon deltog våren 2022 i dansprogrammet Let's Dance 2022 som sändes på TV4.